# Polypodium pseudolaterale
Polypodium pseudolaterale là một loài dương xỉ trong họ Polypodiaceae. Loài này được Merr. mô tả khoa học đầu tiên năm 1934.
Danh pháp khoa học của loài này chưa được làm sáng tỏ. 